# مقاطعة تريفينيو

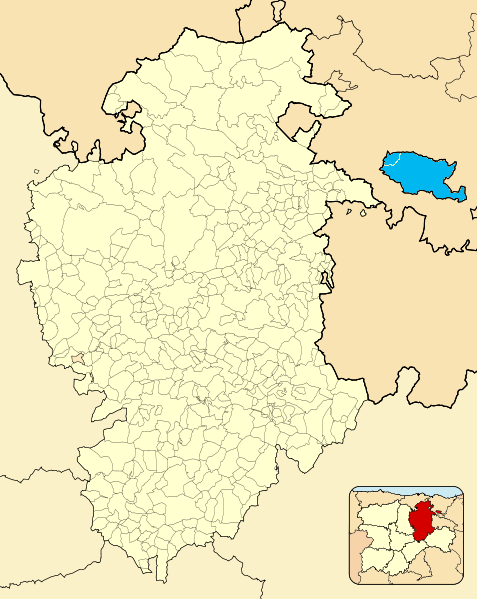
موقع مستوطنة تريفينيو (باللون الأزرق) في مقاطعة بورغوس. أكبر الوحدتين داخل المنطقة المغلقة هي كوندادو دي تريفينيو ؛ الأصغر هو لا بوييلا دي أراغونزو.

مستوطنة تريفينيو ( (بالبشكنشية: تريبينوكو بارينديجيا)‏ (بالإسبانية: انكلافي دي تريفينو)‏ في شمال إسبانيا هي جزء من أراضي مقاطعة بورغوس (جزء من قشتالة وليون )، ولكنها محاطة بالكامل بأراضي مقاطعة ألافا في إقليم الباسك . وبالتالي، فهي مقاطعة من إقليم الباسك ومقاطعة من قشتالة وليون .  وتتكون من بلديتين - كوندادو دي تريفينيو ولا بويبلا دي أرغانزون  - وهي جزء من المنطقة القانونية ( الجزء القانوني ) في ميراندا دي إيبرو في مقاطعة بورغوس. 
تتكون المستوطنة من بلديات كوندادو دي تريفينيو، بمساحة 260.71 كيلومتر مربع (100.66 ميل2) ويبلغ عدد سكانها عام 2009 م 1,432 نسمة، مما يمنحها كثافة سكانية تبلغ 5.49 لكل كيلومتر مربع (14.2/ميل2) ولا بويبلا دي أرجانزون، بمساحة 18.87 كيلومتر مربع (7.29 ميل2) ويبلغ عدد سكانها عام 2009م 529 نسمة، مما يمنحها كثافة سكانية تبلغ 28.03 لكل كيلومتر مربع (72.6/ميل2) .  وهذا يعطي المستوطنة ككل مساحة قدرها 279.58 كيلومتر مربع (107.95 ميل2) ويبلغ عدد سكانها عام 2009م 1,961 نسمة، بكثافة سكانية تبلغ 6.77 لكل كيلومتر مربع (17.5/ميل2) . 

## التاريخ
حصلت لا بويبلا دي أرغانزون على مؤسسها فويرو من سانشو السادس ملك نافارا ("سانشو إل سابيو"، "سانشو الحكيم") في عام 1191م  اختفى فويرو الأصلي لكوندادو دي تريفينيو، ولكن يُعتقد أنه تم منحه من قبل نفس الملك في عام 1161م وفي عام 1200م، غزاها ألفونسو الثامن ملك قشتالة . 
بعد أن غزت قشتالة ألافا، تُركت معظم المنطقة تحت حكم المساواة النسبية النموذجية في بلاد الباسك . لم يكن تريفينيو كذلك. في البداية، مُنحت منطقة ملكية، تريفينيو دي أودا والقرى المحيطة بها، في عام 1366 عائلة مانريكي [الإنجليزية] النبيلة.  في عام 1453، أصبح دييغو غوميز مانريكي دي لارا إي كاستيا كونتًا [الإنجليزية] ، ومن هنا جاءت تسمية كوندادو [مقاطعة] دي تريفينيو .  ابنه بيدرو مانريكي دي لارا [الإنجليزية] أصبح دوق ناجيرا في عام 1482م ، وهو اللقب الذي لا يزال في الأسرة حتى يومنا هذا.  في القرن السادس عشر، قام كونتات تريفينيو، دوقات ناجيرا منذ عام 1593م ، ببناء قصر في تريفينيو، والذي أصبح الآن قاعة المدينة (صالة المدينة) للبلدية. 
ونتيجة لذلك، ظل تريفينيو مرتبطًا بشكل وثيق بقشتالة. كان جيب تريفينيو واحدًا من الجيوب القليلة التي تم الحفاظ عليها في التقسيم الإقليمي لإسبانيا عام 1833م ، وهي جزيرة في قشتالة القديمة في وسط ألافا. لا يزال هذا الترتيب لأراضي إسبانيا ساريًا إلى حد كبير حتى اليوم،  على الرغم من أن مقاطعة بورغوس أصبحت الآن جزءًا من قشتالة وليون بدلاً من الإقليم التاريخي لقشتالة القديمة.

## الوضع الحالي للمقاطعة
كان وضع مقاطعة تريفينيو منذ فترة طويلة موضوع خلاف مرير بين حكومة قشتالة وليون المتمتعة بالحكم الذاتي وحكومة إقليم الباسك، وخاصة حكومة مقاطعة ألافا.  إن السبب الرئيسي لدمج المقاطعة في ألافا يمتد إلى كامل القطاع السياسي في ألافا تقريبًا، مثل الفرع الإقليمي لحزب يمين الوسط (الحزب الشعبي) ، الذين يختلفون مع شركائهم الحزبيين في بورغوس حول هذه المسألة.  إنماكولادا رانيدو من حزب الشعب، عمدة كوندادو دي تريفينيو، اعتبارًا من يوليو 2008م ، كانت تميل نحو التعاون على الأقل مع ألافا، لكنها اختارت السماح للحكومات على المستويات الأعلى بفرز القضايا المرتبطة بوضعها الرسمي. 
يتلقى سكان المقاطعة العديد من خدماتهم (الصحة والتعليم وما إلى ذلك) في فيتوريا جاستيز ، لكنهم يدفعون الضرائب إلى مكتب الضرائب المركزي الإسباني، وليس إلى مكتب الباسك المستقل، على الأقل منذ عام 1833م (توزع الإدارة الإسبانية الجديدة) . خلال الدعاوى القضائية منذ تشكيل المقاطعة، مال سكانها بشكل لا شك فيه نحو ضم تريفينيو إلى ألافا، كما تم التعبير عنه عن طريق التصويت أو كما طالبت مؤسساتها البلدية. في عام 1940، بعد بداية النظام فرانكو مباشرة، أظهر استفتاء في المقاطعة، أجرته الحكومة المدنية في بورغوس، دعمًا بنسبة 98٪ لدمج تريفينيو في ألافا؛ ومع ذلك، لم يتم التصرف بناءً على ذلك.  آخر تصويت شعبي أجري في البلدية التي تحمل الاسم نفسه في عام 1998 أيّد الاحتفال بالاستفتاء حول هذه القضية، لكن هذا رفضه مسؤولو الحكومة الإسبانية باعتباره غير صالح، "كما لو أنه غير موجود".  وقد رفض المجلس الإقليمي لقشتالة وليون مراراً وتكراراً المطالبات المحلية.

## اللغة

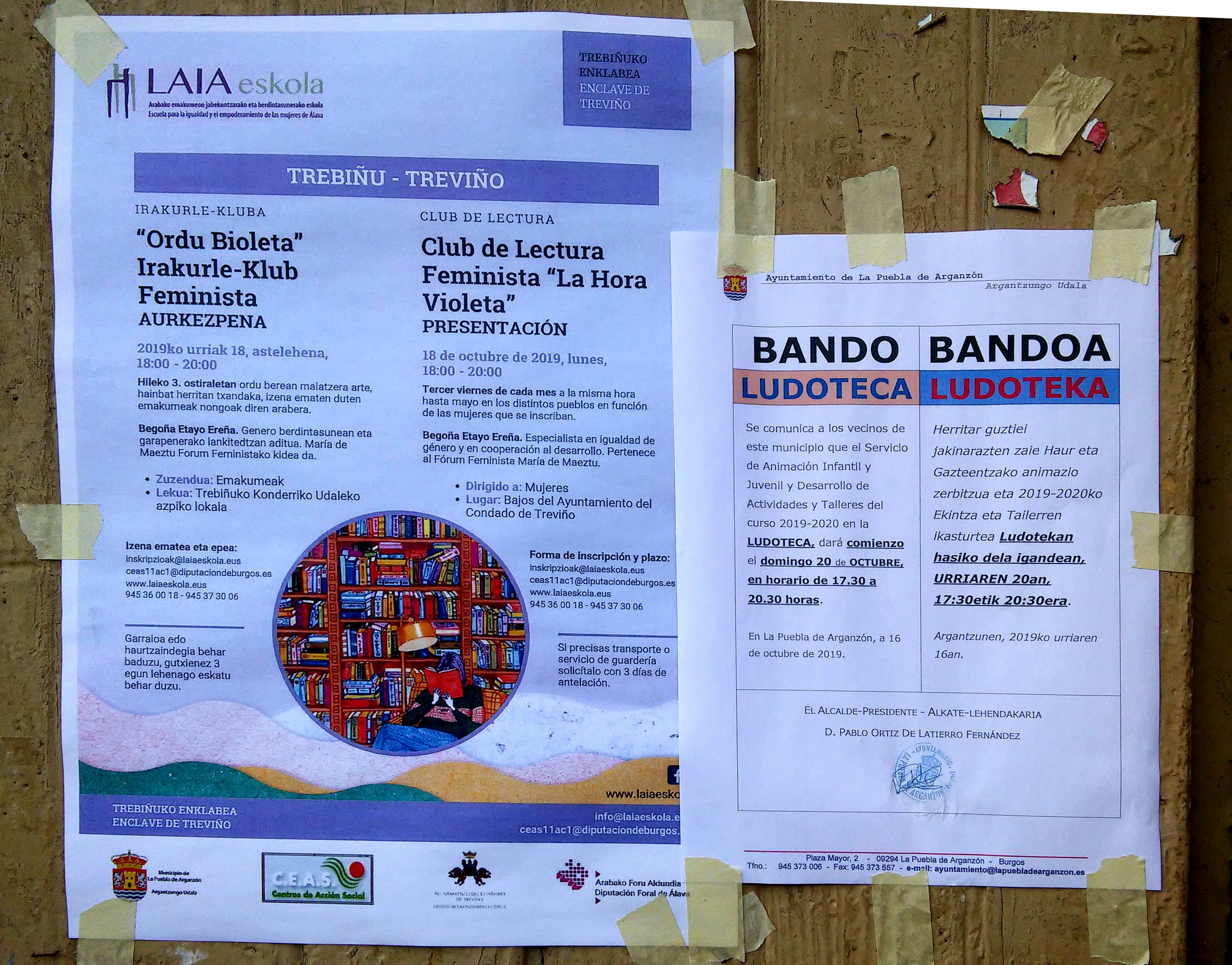
إشعارات المعلومات المحلية باللغتين الإسبانية والباسكية.

العديد من أسماء الأماكن المحلية في المقاطعة هي من أصل الباسكي، وخاصة في الأجزاء الوسطى والشرقية.  من المفترض أن اللغة الباسكية كان يتم التحدث بها في المقاطعة حتى أواخر القرن الثامن عشر.  في أواخر عام 1810م ، حدد الموظف المدني الفرنسي، يوجين كوكبيرت دي مونبريت، مدينة لا بويبلا باعتبارها المدينة الناطقة باللغة الباسكية في أقصى الجنوب في ألافا على خريطة توضح حدود لغة الباسك. 
لا يوجد اعتراف رسمي باللغة الباسكية (الرسمية في كل من ألافا، ولكن ليس في تريفينيو).  تم إنشاء مدرسة An إيكاستولا (مدرسة لغة الباسك)، أرغانتزون إيكاستولا، في لا بويبلا في  2003 م. تطالب مجلة التعليم الباسكية الرئيسية ( هيك هاسي ) بتسجيل الأطفال القادمين من المواقع التالية: تويو، غرانديفال، أنياسترو، بورغيتا، بانغوا، ميراندا، أرايكو، سان إستيبان، وفيتوريا،  جميعها تقع في تريفينيو أو المناطق المحيطة بها . على أية حال، وافقت المجالس المحلية على الترويج للغة الباسك في مدنها. 
وفقًا لدراسة لغوية أجريت عام 2012م ، فإن 22% من السكان يمكنهم التحدث باللغة الباسكية، و17% آخرون يفهمون (لكنهم لا يتحدثون) اللغة. لغة الباسك أكثر انتشارًا بين الشباب، حيث أن 65% من الأشخاص الذين تقل أعمارهم عن 16 عامًا يتحدثون لغتين. 

## ملحوظات
1. 1 2  باللغة الإسبانية Visitando La Puebla de Arganzón, El Correo (Bilbao), 2009-12-14. متاح عبر الإنترنت 2010-01-01. نسخة محفوظة 2023-12-06 على موقع واي باك مشين.
2. ↑  باللغة الإسبانية Miranda de Ebro, partido judicial nº4 de Burgos, Consejo General de los Procuradores de los Tribunales, 2003. Fecha de acceso 2010-01-01. نسخة محفوظة 2023-04-09 على موقع واي باك مشين.
3. ↑  إحصاءات من قاعدة البيانات الالكترونية للمعهد الوطني للإحصائيات (إسبانيا) 2009 , تم نشره بتاريخ 2010-01-04. نسخة محفوظة 2023-08-04 على موقع واي باك مشين.
4. ↑  تم حسابه من إحصائيات المعهد الوطني لكلتا البلديتين
5. ↑  باللغة الإسبانية Visitando La Puebla de Arganzón, El Correo (Bilbao), 2009-12-14. Accessed online 2010-01-01. نسخة محفوظة 2023-12-06 على موقع واي باك مشين.
6. ↑  باللغة الإسبانية Juan Antonio Quirós Castillo, Informe de la primera campaña de excavación del castillo de Treviño نسخة محفوظة 2011-07-07 على موقع واي باك مشين., Grupo de Investigación en Arqueología Medieval y Postmedieval, Área de Arqueología de la Universidad del País Vasco, p. 4. According to this, the original fuero is lost, but is attested by a surviving document from 1256. متاح أونلاين 2010-01-13.
7. ↑  باللغة الإسبانية Juan Antonio Quirós Castillo, Informe de la primera campaña de excavación del castillo de Treviño نسخة محفوظة 2011-07-07 على موقع واي باك مشين., Grupo de Investigación en Arqueología Medieval y Postmedieval, Área de Arqueología de la Universidad del País Vasco, p. 10. Accessed online 2010-01-13.
8. 1 2 3  Juan Antonio Quirós Castillo, Informe de la primera campaña de excavación del castillo de Treviño نسخة محفوظة 2011-07-07 على موقع واي باك مشين., Grupo de Investigación en Arqueología Medieval y Postmedieval, Área de Arqueología de la Universidad del País Vasco, p. 13. متاحة أونلاين 2010-01-13.
9. ↑  Nicolas Hobbs, Duque de NÁJERA, grandesp.org.uk. متاحة أونلاين 2010-01-13. نسخة محفوظة 2022-08-16 على موقع واي باك مشين.
10. ↑  باللغة الإسبانية Eduardo Barrenechea, Los 'gibraltares' de unas regiones en otras: Treviño, Llivia, Rincón de Ademuz..., El País, 1983-02-08. متاحة أونلاين 2000-12-30. يعلق هذا المقال على استمرار التقسيم الإقليمي لعام 1833، في سياق مناقشة المقاطعات المتبقية في مختلف المحافظات. نسخة محفوظة 2023-04-27 على موقع واي باك مشين.
11. ↑  La Junta confía en que un gobierno no nacionalista 'aparque' Treviño, El Mundo (Spain), 2009-03-03. متاح أونلاين 2010-01-04. نسخة محفوظة 2023-12-06 على موقع واي باك مشين.
12. 1 2  Inmaculada Ranedo entrevistada en Punto Radio نسخة محفوظة 2009-02-05 على موقع واي باك مشين., lapuebladearganzon.net, 2008-07-01. متاح أونلاين 2010-01-04.
13. ↑  باللغة الإسبانية Mariano González Clavero "Partidos políticos en el proceso autonómico de Castilla y León. 1975 - 1983", 2002 أطروحة الدكتوراة لجامعة بلد الوليد , Biblioteca Virtual Miguel de Cervantes. p. 501. الصفحة 517 . متاح أونلاين 2010-01-04. نسخة محفوظة 2021-07-03 على موقع واي باك مشين.
14. ↑  Gorospe, Pedro (8 Mar 1998). "Los treviñeses votan 'sí' a la celebración de un referéndum sobre la segregación de Burgos". El País (بالإسبانية). ISSN:1134-6582. Archived from the original on 2023-12-06. Retrieved 2023-05-24.
15. 1 2  Pedro Uribarrena, Roberto González de Viñaspre: Toponimia en lengua vasca de Marauri (Condado de Trevino) (بالاسبانية) نسخة محفوظة 2023-05-21 على موقع واي باك مشين.
16. ↑  Esparza Zabalegi، Jose Mari (2012). Euskal Herria Kartografian eta Testigantza Historikoetan. Euskal Editorea SL. ص. 50. ISBN:978-84-936037-9-3.
17. 1 2  Eva Pons Parera, International Legislation and the Basque Language نسخة محفوظة 2011-09-27 على موقع واي باك مشين., in Eusko Ikaskuntza, Donostia-San Sebastián (2008) 73:91, (ردمك 978-84-8419-159-9). p. 88 (p. 16 of PDF), including footnote. متاح أونلاين 2010-01-13.
18. ↑  "Argantzon Ikastola history". مؤرشف من الأصل في 2022-06-06. اطلع عليه بتاريخ 2019-01-02.
19. ↑  "Trebiñu, Argantzon ikastola; Trebiñun bizirik irauteko eginahalean". Hik Hasi. يونيو 2014. مؤرشف من الأصل في 2016-03-04. اطلع عليه بتاريخ 2014-10-06.
20. ↑  Enclave de Treviño. Estudio sociolingüístico 2012 نسخة محفوظة 2023-12-06 على موقع واي باك مشين.